# Greslania circinnata
Greslania circinnata är en gräsart som beskrevs av Benedict Balansa. Greslania circinnata ingår i släktet Greslania och familjen gräs. Inga underarter finns listade i Catalogue of Life.